# Николай Каулбарс
Николай Василиевич Каулбарс (на руски: Николай Васильевич Каульбарс) е руски барон, офицер, генерал от пехотата и картограф. Участник в Руско-турската война (1877 – 1878). При царуването на Александър III изпълнява няколко дипломатически мисии в Княжество България, последната от които е по време на Българската криза и приключва през 1886 година с 10-годишен разрив в българо-руските отношения.

## Биография
Николай Каулбарс е роден е на 3 юни 1842 г. в Санкт Петербург, в семейството на потомствен дворянин от шведски произход с родово имение „Медерс“. Бащата Василий Каулбарс, и по-малкият брат Александър Каулбарс са генерали от руската армия.
Ориентира се към военното поприще. Завършва Николаевското кавалерийско училище (1863 – 1864). Произведен е в първо офицерско звание прапорщик с назначение в лейбгвардейския Гатчински полк. Участва в потушаването на Полското въстание (1863 – 1864).
Завършва Николаевската академия на Генералния щаб на Руската армия (1867). Служи като офицер в Генералния щаб от 1867 до 1877 г.
Участва в Руско-турската война (1877 – 1878). Повишен е във военно звание полковник с назначение за началник на щаба на 1-ва Гвардейска пехотна дивизия. Участва в битката при Горни Дъбник, обсадата на Плевен, битките при Правец, Арабаконак, Пазарджик и освобождението на Пловдив. Награден е с орден „Свети Владимир“ IV степен (за битката при Горни Дъбник), орден „Свети Владимир“ III степен (за превземането на Етрополе) и със златно оръжие „За храброст“ (за зимното преминаване на Стара планина).
След войната е делегат в международната комисия за определяне на турско-черногорската граница и военен представител на Русия при окупационната австро-унгарска армия в Босна (1878 – 1879).
Назначен за флигел-адютант на император Александър II. Военен аташе в Австро-Унгария (1881 – 1886).
Повишен е във военно звание генерал-майор от 1885 г. След 1886 г. Служи последователно в Санктпетербургския военен окръг, като началник на щаба на 6-и армейски корпус и като началник на щаба във Финландския военен окръг. Повишен е във военно звание генерал-лейтенант от 1894 г. и генерал от пехотата от 1905 г.

## Дипломатически мисии в България
Изпратен е в Княжество България, за да уреди положението на руските офицери в българската армия (1883). Резултатът от тази мисия е военната конвенция между Княжество България и Русия.
През декември 1885 г. участва в международната комисия, която налага на воюващите в Сръбско-българската война да сключат Пиротското примирие. По негово настояване сръбските войски са принудени да се изтеглят от Видинско, преди българите да напуснат завзетия Пирот.
Следващата мисия в България е непосредствено след абдикацията на княз Александър Батенберг. Пристига в страната в качеството си на временен дипломатически агент на Русия през септември 1886 г. Опитва се да издейства отлагане на изборите за Трето велико народно събрание, но правителството на Васил Радославов не се съобразява с исканията му. По време на предизборната кампания обикаля Северна България в безуспешен опит да привлече тамошните военни гарнизони и провежда агитация сред населението срещу правителството и Регентския съвет. Не успява да попречи на Васил Радославов и Стефан Стамболов да спечелят изборите в края на септември 1886 г. и отказва да признае законността на новоизбраното събрание. В началото на ноември, след побой над охранител на руското консулство в Пловдив, настоява за уволнение на местния български комендант. Ултиматумът му остава неизпълнен и Николай Каулбарс напуска България, а българо-руските дипломатически отношения са прекъснати до 1895 година.

## Научна дейност
Николай Каулбарс публикува десетки статии по география, военно дело и история, включително впечатленията си за Руско-турската война от 1877 – 1878 г. („Письма с театра войны“, 1877), за мисиите си в Черна гора, Албания и Босна, както и изследвания за армиите на Германия и Австро-Унгария] (1870 – 1890).
Извършва хипсометрични измервания между Онежкото езеро и Бяло море (1888). Година по-късно представлява Русия на Международния географски конгрес в Париж.
Автор е на първите руски географски карти на Австралия (първо издание от 1875), Южна Америка (от 1885), Африка и Саудитска Арабия (от 1893).
Умира на 20 ноември 1905 г. в Санкт Петербург.